# Sacrés Dragons
 (juillet 2019).
Si vous disposez d'ouvrages ou d'articles de référence ou si vous connaissez des sites web de qualité traitant du thème abordé ici, merci de compléter l'article en donnant les références utiles à sa vérifiabilité et en les liant à la section « Notes et références ».
Sacrés Dragons est une série télévisée d'animation franco-canadienne en 39 épisodes de 22 minutes créée par Terry Jones et Gavin Scott, produite par Nelvana et Ellipse Animation, diffusée à partir du 21 novembre 1996 sur Canal+ dans Le Dessin animé, puis du 3 septembre 1997 au 4 août 2000 sur M6 dans M6 Kid, dès le 4 septembre 1999 sur Télétoon puis dès le 19 novembre 2005 sur Gulli. Au Québec, la série fut diffusée à partir du 8 septembre 1997 au lancement de la chaîne Télétoon.

## Synopsis
Les protagonistes de la série sont des dragons anthropomorphes qui sont assaillis par des humains diaboliques, inversant ainsi la convention d'une histoire commune. La série parodie celle des contes du roi Arthur ainsi que les périodes du Moyen Âge.

## Fiche technique
Sauf indication contraire, les informations mentionnées dans cette section peuvent être confirmées par la base de données cinématographiques IMDb,  présente dans la section « Liens externes ».
- Titre original : Blazing Dragons
- Réalisation : Larry Jacobs
- Scénario : Terry Jones, Gavin Scott, Erika Strobel, Hugh Duffy, Ben Jones, Bob Ardiel, Dale Schott, Ava Wheelright, Suzanne Bolch, Dave Dias, John May, Peter Sauder, Frank Diteljan, Nadine Van der Velde et Bonnie Chung
- Animation : John de Klein, Mark Petlock, Jason Groh, Denis Gonzalez et Niall Johnston
- Musique : Amin Bhatia et Pure West
- Montage :
- Producteur :
  - Producteur coordinateur : Patricia R. Burns
  - Producteur exécutif : Jocelyn Hamilton et David Beatty
  - Producteur délégué : Michael Hirsh, Terry Jones, Patrick Loubert, Robert Réa, Clive Smith et Stéphane Bernasconi
  - Producteur superviseur : Stephen Hodgins, Nicolas Pesquès et Philippe Grimond
- Sociétés de production : Nelvana Limited et Ellipse Programme
- Société de distribution : Nelvana Enterprises
- Chaîne d'origine : Teletoon
- Pays d'origine :  Canada et  France
- Langue originale : anglais et français
- Genre : Animation
- Durée : 23 minutes

## Personnages et Distribution

### Dragons
- Écuyer Feufollet (VF : Guillaume Lebon puis Olivier Jankovic) : Le personnage principal de la série, un écuyer au service de Sir Lancedeleau, accepte avec joie toute tâche que son maître lui confie. Feufollet aspire au jour où il deviendra lui-même un chevalier dragon, mais il semble que la seule raison pour laquelle il ne l’est pas, c’est que Lancedeleau prend généralement le crédit des actes héroïques de Feufollet. Il est secrètement amoureux de la princesse Flame bien qu'il soit très timide pour le montrer. Feufollet est généralement plus intelligent et plus compétent que les Chevaliers et est un machiniste très en avance sur son temps, même si ses inventions ne marchent pas toujours comme prévu. Dans la saison 2, il est également considéré comme un compagnon chevalier en plus d'être un écuyer.
- Princesse Flame (VF : Françoise Villemont) : La fille du roi Chalumeau et la demi-sœur de Braise. Comme Feufollet, elle semble aussi être plus intelligente et plus compétente que les Chevaliers, mais à une moindre échelle. Elle est un peu garçon manqué et fera de grands efforts pour se sauver elle-même, les chevaliers et / ou le royaume, comme se battre dans un tournoi. Elle a le béguin pour Feufollet. Dans la première saison, Flame avait les cheveux mauves (bien que souvent dissimulés par un voile ), mais dans la deuxième saison, elle devint blonde. Son rôle a semblé diminué lors de la deuxième saison.
- Roi Chalumeau (VF : Marc Bretonnière) : Le roi Chalumeau est le roi de Camelhot, le chef des Chevaliers de la Table Carrée et marié à la reine Griddle. Le roi Chalumeau est également détenteur de l'épée légendaire Excaliburn, mais l'utilise rarement car il est à demi-retraité des combats.
- Reine Grilletout (VF : Danièle Hazan) : La deuxième épouse du roi Chalumeau. Elle est la fille de la gigantesque reine maman et est amoureuse de Sir Lancedeleau. Grilletout est également très coléreuse et a tendance à devenir violente lorsqu'elle est en colère. En raison de sa robustesse, elle est souvent la cible de nombreuses blagues de grosse.
- Sir Lancedeleau (VF : Patrice Baudrier) : Chevalier en chef de la table carrée, mais également chevalier incroyablement paresseux. Lancedeleau aime jouer, dormir et surtout la nourriture, en particulier les pâtisseries. Lancedeleau s'avère rarement un compagnon utile dans les quêtes (bien qu'il soit parfois démontré qu'il est un bon combattant) et essaie souvent de se débiner sauf s'il s'agit de sauver une demoiselle en détresse ou s'il est menacé / forcé par le roi Chalumeau. Malgré ces défauts, Lancedeleau est le chevalier préféré du roi et surtout de la reine Grilletout. C’est parce qu’il prend invariablement le mérite des succès de Feufollet. Le roi et la reine, cependant, semblent être inconscients des actions de Feufollet et attribuent souvent ce travail à Lancedeleau. Feufollet est son écuyer, bien qu'il le traite plus comme un serviteur que comme un chevalier en formation. Lancedeleau est le fils de la dame du lac (une chose dont il n'est pas fier, car elle le harcèle constamment et parle de son frère de chorale, qui est moine ). Lancedeleau est généralement la cause d'une grande partie des ennuis des chevaliers à cause de sa nature grossière et égoïste. Ses cheveux ressemblent beaucoup à ceux d'Elvis Presley .
- Sir Braise (VF : Antoine Tomé) : Sir Braise, "Le plus élégant", est le fils flamboyant et efféminé de la reine Grilletout et le demi-frère de la princesse Flame. Blaze est exceptionnellement énergique et décrit comme ayant un panache incroyable. Comme Lancedeleau, il ne semble pas enthousiaste à l'idée de participer à des quêtes, préférant travailler à des activités "domestique" telles que l'habillage des murs du château. Il est l’un des trois seuls chevaliers (les autres étant Lancedeleau et Brûleval) à rester pendant toute la série. Il est implicite qu'il est homosexuel. Contrairement aux autres dragons de la série (à l'exception de Flame), Braise a de longues pattes comme celles d'un humain plutôt que de courtes jambes.
- Sir Brûleval (VF : Gilbert Lévy) : Sir Brûleval, "Le trop instruit", est un héros courageux avec un accent écossais et une tendance à utiliser des mots savants qu'aucun autre chevalier ne comprend. Brûleval semble être le plus vieux et le plus sage des chevaliers. Brûleval est en fait lié à la famille royale écossaise, mais a rejeté le trône à la pensée d'être entouré de tous ses proches.
- Sir Galahâtre : Sir Galahâtre, "Le seul et unique", est un grand et imposant chevalier de la Table Carrée et le premier chevalier à être présenté. Il apparaît seulement dans la saison un.
- Sir Bouchenfeu : Sir Bouchenfeu, "Le seul mais pas unique", est un petit chevalier qui a beaucoup d'idées. Malheureusement, il finit souvent par brûler tout ce qui se passe près de lui en raison d'éclats incontrôlables de crissements de crachements de feu. Comme Sir Galahâtre, il n'apparaît que dans la première saison.
- Le ménestrel (VF : Antoine Tomé) : Au cours de la première saison, le Ménestrel introduit et clôt la plupart des épisodes avec un court couplet ou une chanson en relation avec le contenu de l'épisode. En brisant le quatrième mur dans l'épisode "Knights and Knightresses", Feufollet fait remarquer qu'il " pensait qu'il n'était qu'un personnage d'arrière-plan qui servait de simple pont entre les scènes ". Dans la deuxième saison, en raison de la longueur plus courte des épisodes, le Ménestrel n'apparaît que dans l'épisode "Shamrocks and Shenanigans" en tant que personnage secondaire, expliquant qu'il a été renvoyé du Chateau Camelhot.
- Cinder et Clinker (VF : Antoine Tomé) : Un bouffon dragon à deux têtes. Cinder, la tête du côté gauche, est optimiste et perpétuellement heureux, tandis que Clinker, la tête du côté droit, est toujours déprimé et maussade. Le duo sert de ressort comique dans la plupart des épisodes. Le côté du corps de Cinder est vert foncé et celui de Clinker est plus clair. Cinder a les cheveux bleu clair et le Clinker a les cheveux bruns.

### Humains
- Comte Geoffroid de Bouillant (VF : Jean-Pierre Denys) : Le principal méchant de la série, Geoffroid se fait appeler Compte Geoffroid de Bouillant, Oppresseur par excellence des pauvres et sans défense . Son apparence change d'une armure de chevalier violet et de cheveux roux dans la saison 1 à une armure de chevalier d'argent avec un casque à tête de dragon et des cheveux noirs dans la saison deux. Sa personnalité dans la deuxième saison change également pour devenir plus sombre et plus grave dans le ton pour refléter sa nouvelle apparence. Propriétaire de Threadbare Castle, Geoffrey propose toujours de sinistres "projets" visant à soulager les Chevaliers-Dragons du Château Camelhot afin de remplacer le sien qui tombe en ruines.
- Espion des ténèbres : Un agent du comte Geoffrey vêtu d'un costume de dragon pourpre pour infiltrer les Chevaliers du Dragon. Sa présence dans les rangs des chevaliers dragons, généralement lorsqu’on discute de stratégie délicate, ne semble jamais être remise en question par les autres dragons, même si le costume est bien visible. Ils sont en fait deux dans la série; Le premier est mangé par les crocodiles dans le second épisode lorsque Geoffrey le pousse dans le fossé et est remplacé par un espion maléfique identique.
- Merle l'enchanteresse (VF : Danièle Hazan) : Merle l'enchanteresse est une petite magicienne qui correspond au stéréotype d'une sorcière bien plus que de celui d'un sorcier. Elle prétend souvent avoir visité l'avenir. Lorsque le comte Geoffroid a besoin d'un avantage supplémentaire dans son combat contre les Chevaliers du Dragon, Merle est souvent appelé et apparaît sous un nuage de fumée pourpre.
- Chevaliers des ténèbres no 1, no 2 et no 3 : Les hommes de main bourrés du comte Geoffrey. Le numéro 1 est de taille moyenne, gras et a une moustache touffue. Le numéro 2 est court et maigre avec un long nez pointu et parle avec un accent italien. Le numéro 3 est musclé, chauve et semble être le plus stupide des trois. Il est possible que le trio soit des frères, puisque le numéro 3 a mentionné sa mère en ce sens qu'elle était leur mère à tous. Il est mentionné qu'il y avait un quatrième chevalier quand numéro 3 demanda au compte Geoffroy quand était la dernière fois que les crocodiles ont été nourris et qu'il répondit "Depuis que le chevalier numéro 4 s'est servi de ma brosse à dent".
- Paysans : le comte Geoffrey exploite toujours les paysans du village, soit pour obtenir des impôts ou pour les utiliser comme des sortes d'esclaves qu'il utilise par exemple comme munitions pour catapulte ou sous forme de colonnes humaines pour maintenir le plafond de son château en ruine.

## Épisodes

### Saison 1
1. La Quête de la Sainte Caille
2. Une occasion très spéciale
3. Le Tournoi
4. Excalibrûle
5. Triton d'un jour
6. Chevaliers et Chevalières
7. Le Miroir magique
8. Dragon al dente
9. Gredin des bois
10. La Pierre de la sagesse
11. Ermites et Héros
12. Le Code des dragons
13. La Belle et le Chaudron

### Saison 2
1. Dragons dans le coup
2. L'Âge de déraison
3. Le Rubis perdu d'Omar Melade
4. La Malédiction de la masse
5. Trois dragons et un couffin
6. Danse avec les leprechaums
7. Roi d'un jour
8. Erik le bien instruit
9. La Lettre à hélice
10. Pas de nuoc man pour les petits
11. Excalibrise
12. La Flamme infernale
13. Mac Bête
14. Les Génoises fourrées d'Attila
15. L'Île de Dwight
16. Traces de glace
17. Recherche dragon désespéremment
18. La Malédiction du Sphynx
19. Nuits blanches pour le chevalier de sa reine
20. Jérémiades et Eau de rose
21. Un château en Espagne
22. La Conspiration des crêpes
23. Le Dé magique de Théodore
24. La Caverne d'Avalon
25. La Quête du succès
26. Sacré Cirque

## Autour de la série
Les épisodes de dessins animés qui ont été diffusés aux États-Unis, notamment sur Toon Disney, ont été censurés. Certaines parties d'épisodes jugées trop manifestes, telles que l'homosexualité implicite d'un personnage efféminé nommé Sir Braise et des jurons mineurs, ont été coupées pour la sortie en Amérique, ces questions étant parfois considérées taboues pour les émissions pour enfants américaines.

## Héritage
La série a été suivie par de nombreux fans et plusieurs suites écrites par ses fans ont été publiées en ligne. Les efforts des fans ont différé par leur ampleur et leur portée, la série de nouvelles "Brother Mine" sur wattpad en étant un exemple notable. Depuis juillet 2016, un nouveau projet appelé #BDRevolution ou #BlazingDragonsRevolution est apparu. Il consiste à faire grandir la fanbase à travers le fanwork et à convertir de nouveaux fans, à faire revenir de vieux fans, à convaincre les personnes qui ont travaillé sur la franchise convaincre Gavin Scott ou Terry Jones de donner une nouvelle chance à la franchise, sous toutes ses formes, telles qu'une nouvelle diffusion, des DVD, une troisième saison, un film, un second jeu, des bandes dessinées, etc. Le projet se développe lentement et a été co-créé par un fan et ancien rédacteur d'histoire de la saison 2, Erika Strobel.
Actuellement, toute la série est disponible à l'achat (uniquement pour la diffusion en continu) sur Amazon. En date de juin 2019, aucun ensemble de DVD n’avait été produit.